# Якубов, Владимир Михайлович
Владимир Михайлович Якубов (1868 — ?) — деятель российских спецслужб, полковник ОКЖ (1916), начальник Контрразведывательного отделения Петроградского военного округа.

## Биография
В 1887 году после окончания Нижегородского кадетского корпуса и 3-го военного Александровского училища по 1-му разряду, произведён в хорунжии и был определён в 3-й Кубанский пластунский батальон. В 1891 году произведён в сотники.
В 1895 году был  переведен в Отдельный корпус жандармов с назначением  адъютантом Рязанского ГЖУ. В 1897 году произведён в штабс-ротмистры с назначением исполняющим должность помощника начальника Донского областного жандармского управления по Усть-Медведицкому и Хопёрскому округам. В 1898 году произведён в ротмистры. С 1902 года помощник начальника Полтавского губернского жандармского управления по Лубенскому и Миргородскому уездам, с  1903 года по городу Полтава, с 1904 года в Полтавском, Константиноградского, Кобелякского и Миргородского уездов.
С 1908 года состоял в резерве чинов при Санкт-Петербургском губернском жандармском управлении. В 1909 году произведён в подполковники. С 1911 года помощник делопроизводителя Особого делопроизводства Отдела Генерал-квартирмейстера ГУ ГШ.
С 1914 года прикомандирован к Одесскому губернскому жандармскому управлению.С 1915 года помощник начальника Разведывательного отделения 7-й армии. В  1916 году произведён в полковники с назначением начальником Контрразведывательного отделения Петроградского военного округа.
С 1919 года в распоряжении генерал-квартирмейстера и в Контрразведывательном отделении штаба Северо-Западной армии.